# Đỗ Thao
Đỗ Thao (chữ Hán: 杜弢, ? – 315), tự Cảnh Văn, người Thành Đô, Thục Quận , thủ lĩnh khởi nghĩa lưu dân cuối đời Tây Tấn.

## Cuộc đời và sự nghiệp
Ông nội là Đỗ Thực, có tiếng ở đất Thục, thời Tấn Vũ đế làm Phù Tiết lệnh. Cha là Đỗ Chẩn, làm Lược Dương hộ quân. Thao nhờ học vấn mà nổi danh, được châu cử làm Tú tài. Gặp loạn Lý Tường, Thao tránh đến Nam Bình, thái thú Ứng Chiêm yêu tài nên hậu đãi. Sau đó được làm Lễ Lăng lệnh.
Gặp lúc nghĩa quân Lý Tương giết huyện lệnh, tụ tập ở Nhạc Hương, lực lượng có vài trăm người; Thao cùng Ứng Chiêm đánh Tương, phá được. Người Thục là Đỗ Trù, Kiển Phủ quấy nhiễu Tương Châu (311), tham quân Phùng Tố bất hòa với thủ lĩnh lưu dân người Thục là Nhữ Ban, vu khống với thứ sử Tuân Thiếu rằng "Lưu dân (người Thục) đều muốn phản"; Thiếu tin là thật, muốn giết hết lưu dân. Lưu dân người Thục có hơn vạn gia đình, phân bố ở khoảng Kinh, Tương - do bọn thủ lĩnh Nhữ Ban, Kiển Thạc cầm đầu - bị dân bản địa chèn ép, trong lòng tích oán, đến nay sợ chết, nổi dậy hưởng ứng bọn Trù. Khi ấy Thao ở Tương Châu, được nghĩa quân cử làm chúa. Thao tự xưng Lương Ích 2 châu mục, Bình nạn tướng quân, Tương Châu thứ sử, đánh phá quận, huyện. Tuân Thiếu bỏ thành chạy đi Quảng Châu, Quảng Châu thứ sử Quách Nột sai Thủy Hưng thái thú Nghiêm Tá soái quân đánh Thao, bị ông đánh bại. Kinh Châu thứ sử Vương Trừng sai Vương Ky đánh Thao, bị đánh bại ở Ba Lăng . Thao thừa thắng thả quân cướp bóc khắp nơi, sau đó trá hàng Chinh nam tướng quân Sơn Giản (đang đóng quân ở Hạ Khẩu), được Giản dùng làm Quảng Hán thái thú.
An Thành thái thú Quách Sát - được người Tương Châu đưa lên coi việc châu thay Tuân Thiếu – soái quân đánh dẹp Thao, bị ông đánh bại và giết chết. Thao thừa thắng, nam phá Linh Lăng, đông phạm Vũ Xương, giết bọn Trường Sa thái thú Thôi Phu, Nghi Đô thái thú Đỗ Giám, Thiệu Lăng thái thú Trịnh Dung. Tấn Nguyên đế mệnh Chinh nam tướng quân Vương Đôn, Kinh Châu thứ sử Đào Khản đi dẹp, trước sau đánh mấy chục trận, quân đội của Thao dần suy yếu, vì thế xin hàng. Đế không cho, Thao gởi thư giãi bày với Ứng Chiêm; ông ta thương xót, dâng thư của Thao lên Đế, xin cho ông hàng. Đế bèn sai Nam Hải thái thú (tiền nhiệm) Vương Vận đi nhận hàng, tuyên chiếu thư đại xá, tha tội cho tất cả tướng sĩ của Thao, gia cho ông làm Ba Đông giám quân.
Thao đã thụ mệnh, mà các tướng Tấn vẫn ra sức tấn công không thôi, khiến ông không kìm được cơn giận, giết chết Vương Vận, rồi sai bộ tướng Vương Chân lãnh 3000 tinh binh bất ngờ tiến ra Giang Nam, nhắm đến Vũ Lăng, hòng cắt đứt đường tiếp vận của quan quân. Đào Khản sai Phục ba tướng quân Trịnh Phan tập kích, đánh bại Vương Chân, ông ta chạy về Tương Thành. Đào Khản thống lãnh các cánh quân ồ ạt tiến đánh, Vương Chân trước trận đầu hàng, khiến quân đội của Thao tan rã, ông bỏ trốn rồi chết giữa đường .